# 脇水鉄五郎
脇水 鉄五郎（わきみず てつごろう、慶応3年11月9日（1867年12月4日） - 昭和17年（1942年）8月10日）は、明治から昭和前期の地質学者、土壌学者。東京帝国大学名誉教授。

## 経歴・人物
美濃大垣（現：岐阜県大垣市）に生まれる。1893年（明治26年）東京帝国大学地質学科卒業。1896年（明治29年）同大学農科大学助教授を経て、1917年（大正6年）東京帝国大学教授となる。1911年から1915年頃に掛けてヨーロッパおよびアメリカに留学し、オーストリアで森林土壌学、イタリアで砂防学を研究。帰国すると地質学や森林土壌学講座を担当した。樺太および北海道にて気候的植生の土壌に対する影響を調査し、表層地質学の新天地を開拓した。東京帝国大学教授退官後は、史跡名勝、天然記念物の調査員として活躍し、『車窓からの自然界　東海道・山陽編』・『日本風景誌』・『耶馬渓彦山風景論』などの著書を残した。ほか、1907年（明治40年）より日本地質学会評議員、1939年（昭和14年）同会会長をつとめた。

## 家族
- 父・脇水貫一 - 大垣藩士[5]
- 妻・潔子 - 渡部信の姉[5]
- 長男・重臣 - 東京市勤務　[5]
- 三男・利雄[5]
- 四男・鉄弥[5]
- 五男・孝[5]